# Cyperus deciduus
Cyperus deciduus är en halvgräsart som beskrevs av Johann Otto Boeckeler. Cyperus deciduus ingår i släktet papyrusar, och familjen halvgräs. Inga underarter finns listade i Catalogue of Life.